# Roselin de Thura
Carpodacus thura
Espèce
Statut de conservation UICN

 LC  : Préoccupation mineure
Le Roselin de Thura (Carpodacus thura) est une espèce de passereaux de la famille des Fringillidae.

## Distribution
Cet oiseau peuple le Nord de l’Afghanistan et du Pakistan, l'Himalaya, le nord et nord-est de l’Inde, le sud du Tibet et l'ouest de la Chine.

## Sous-espèces
D'après Alan P. Peterson, cette espèce est constituée des sous-espèces suivantes :
- C. t. thura Bonaparte & Schlegel, 1850 : centre de l’Himalaya, de l’ouest du Népal au Bhoutan, sud du Tibet ;
- C. t. blythi (Biddulph, 1882) : nord-est de l’Afghanistan et nord de l’Inde ;
- C. t. deserticolor (Stegmann, 1931) : nord-est du Tsinghaï ;
- C. t. femininus Rippon, 1906 : sud-est du Tibet, nord-est de l’Inde, nord d’Arunachal Pradesh, ouest de la Chine, nord du Yunnan.

Les formes charmensis et chayulensis ne sont plus reconnues actuellement et incluses dans femininus.
Une sous-espèce supplémentaire est reconnue par Clements (6e édition, révisée 2009) et Howard & Moore (3e édition, 8e correction) :
- C. t. dubius Przevalski, 1876 ; est du Tibet, nord du Seutchouan, est du Tsinghaï, est du Kansou, ouest de la Chine.

## Taxonomie
Rasmussen (2005), en raison de différences dans le plumage, les proportions et la voix, élève dubius au rang d’espèce propre, Ottaviani (2008) la maintient comme simple sous-espèce.

## Habitat
Son habitat recouvre les broussailles, les fourrés de genévriers, de saules et de rhododendrons, les formations de bambous, les arbustes et les arbrisseaux d’altitude, les prairies alpines et les lisières de forêts.

## Alimentation
Elle comprend des baies des genres Juniperus, Berberis et Rubus, des graines de différents buissons et de plantes herbacées. Des parties végétales d’autres plantes comme un plantain nain (Plantago sp.), une potentille basse (Potentilla sp.) et un groseillier (Ribes sp.) ont également été décrites et illustrées.

## Mœurs
Plusieurs séquences vidéo extraites du site « Internet Bird Collection » révèlent que l’espèce se déplace avec une grande agilité sur le sol, se faufile au milieu des herbes, évolue sur le sol du sous-bois en quête de nourriture (pousses, petites feuilles et graines de plantes herbacées).

## Nidification
La saison de nidification a lieu à la fin-juillet et en août. Le nid est une large coupe de tiges d’herbes et de mousses assemblées avec du crin. Il est placé dans un buisson bas ou un genévrier rampant. La ponte compte trois ou quatre œufs bleu verdâtre tachetés de noir vers le gros pôle.

## Déplacements
Le roselin de Thura est un sédentaire commun, sujet à des déplacements d’altitudes. Il gagne des zones plus basses en hiver mais certains sujets ont été observés en haute montagne même au cours d’hivers rigoureux à fortes chutes de neige.